# ور، هرتفوردشر
latitudeور، هرتفوردشرlongitudeور، هرتفوردشر
ور، هرتفوردشر (به انگلیسی: Ware, Hertfordshire) یک منطقهٔ مسکونی در انگلستان است که در شرق انگلستان واقع شده‌است.

## خصوصیات
ور ۱۸٬۰۰۰ نفر جمعیت دارد.